# Chevalier (Schiff)
Die Chevalier (DD-451) war ein Zerstörer der Fletcher-Klasse der United States Navy. Das Schiff, das im Sommer 1942 bei der US-Marine in Dienst gestellt wurde, musste nach der Schlacht bei Vella Lavella wegen irreparabler Schäden aufgegeben werden. Sie war das erste Schiff, das nach Lieutenant Commander Godfrey Chevalier, einem Pionier der US-Marinefliegerei, benannt war.

## Technik
Für ausführliche Angaben siehe den Artikel zur Klasse: Fletcher-Klasse

### Rumpf und Antrieb
Der Rumpf der Chevalier war 114,7 m lang und 12,2 m breit. Der Tiefgang betrug 5,4 m, die Verdrängung 2.100 ts. Der Antrieb des Schiffs erfolgte durch zwei Dampfturbinen von General Electric, der Dampf wurde in vier Kesseln von Babcock & Wilcox erzeugt. Die Leistung betrug 60.000 Wellen-PS, die Höchstgeschwindigkeit lag bei über 35 kn.

### Bewaffnung und Elektronik
Hauptbewaffnung der Chevalier waren bei Indienststellung ihre fünf 5-Zoll/127-mm-Mark 30-Einzeltürme. Dazu kamen diverse Flugabwehrkanonen, die im Laufe des Krieges immer weiter verstärkt wurden.
Die Chevalier war seit ihrer Indienststellung mit Radar ausgerüstet. Am Mast über der Brücke waren eine SG- sowie eine SC-Radarantenne montiert, mit denen Flugzeuge in Entfernungen zwischen 15 und 30 Seemeilen und Schiffe in Entfernungen zwischen 10 und 22 Seemeilen geortet werden konnten.

## Geschichte

### Bau und Indienststellung
Die Chevalier wurde am 30. April 1941 bei Bath Iron Works in Bath, Maine auf Kiel gelegt. Nach der Schiffstaufe durch Mrs. G. DeC. Chevalier, die Witwe des Namensgebers, lief das Schiff am 11. April 1942 vom Stapel und wurde nach Abschluss der Ausrüstungsarbeiten am 20. Juni 1942 unter dem Kommando von Lieutenant Commander Ephraim R. McLean, Jr. bei der US Navy in Dienst gestellt. Zu ihren ersten Aufgaben zwischen dem 3. Oktober und dem 11. November gehörte die Eskortierung von Konvois an der US-Ostküste und zur Verstärkung der Truppen in Nordafrika. Am 17. Dezember 1942 verließ die Chevalier Norfolk in Richtung Pazifik.

### Pazifik
Am 22. Januar 1943 traf die Chevalier auf Efate (Neue Hebriden) ein. Am 27. Januar verließ der Zerstörer als Teil der Task Force 18 die Insel, um Truppentransporte nach Guadalcanal zu sichern. Am 28. und 29. Januar wurden die US-Schiffe von japanischen Flugzeugen angegriffen, während der Schlacht bei Rennell Island lieferte die Chevalier Luftabwehrunterstützung. Nach der Schlacht patrouillierte der Zerstörer im Seegebiet um Efate, ab dem 14. Februar dann von Espiritu Santo aus.
Am 7. Mai eskortierte die Chevalier drei Minenleger in die Blacket-Straße und den Golf von Kula, wo schon der folgenden Nacht drei japanische Zerstörer durch die Minen schwer beschädigt und später durch Flugzeuge versenkt wurden. Zwischen dem 11. und dem 14. Mai unterstützte das Schiff die Bombardierung von Vila auf Kolombangara und sicherte eine erneute Verminung des Golfs von Kula. Am 28. Juni verließ die Chevalier als Sicherung für die amerikanischen Landungstruppen auf Kolombangara, sie sollte die Verstärkung der japanischen Truppen auf Munda Point verhindern. In der Nacht zum 5. Juli begannen die Schiffe mit der Beschießung von Zielen auf der Insel, als die Strong von einem japanischen Torpedo getroffen wurde. Die Chevalier rammte die Strong, um sie so über Wasser zu halten und der Besatzung des getroffenen Schiffs die Rettung zu ermöglichen. 241 Besatzungsmitglieder der Strong konnten gerettet werden, während sich japanische Küstenbatterien ein Feuergefecht mit der O’Bannon lieferten, die ebenfalls zur Unterstützung herbeigeeilt war. Am 8. Juli kehrte die Chevalier nach Espiritu Santo zurück, um die Schäden am Bug reparieren zu lassen.

### Salomonen

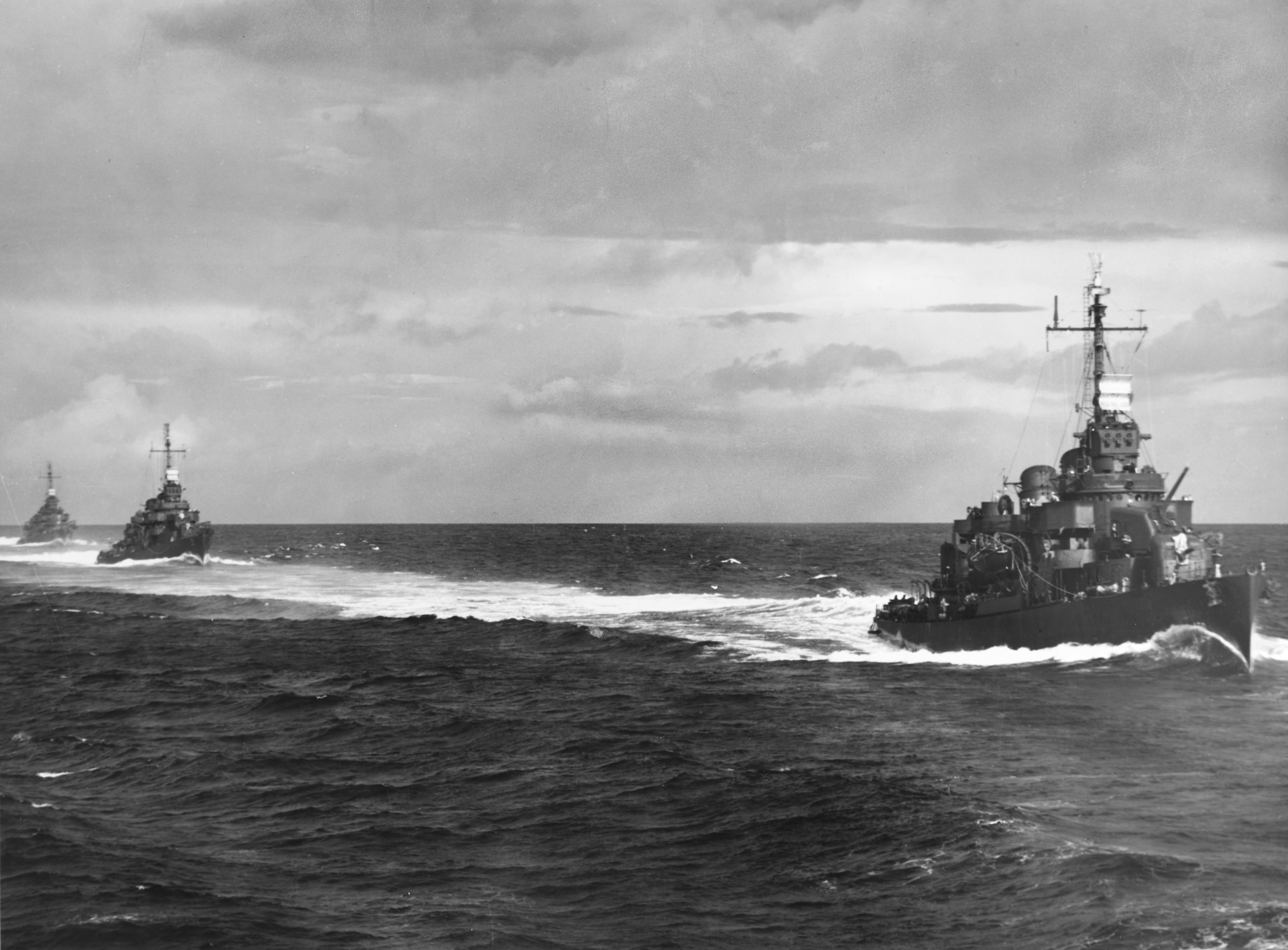
USS O'Bannon (vorn), Chevalier und Taylor am 15. August 1943

Nach Abschluss der Arbeiten am 22. Juli lief die Chevalier ins Gebiet der Salomonen, wo sie bis zum 14. August Patrouillenfahrten durchführte. Am 15. August unterstützte der Zerstörer die amerikanische Landung auf Vella Lavella. Zwei Tage später wurden die Chevalier und drei andere Zerstörer erneut nach Kolombangara beordert, um einen japanischen Konvoi abzufangen. Am 29. August lief der Zerstörer wieder in Espiritu Santo ein, im September begleitete er dann einen Konvoi nach Sydney, Australien.
Am 6. Oktober fing die Chevalier zusammen mit der O'Bannon und der USS Selfridge einen Konvoi aus neun japanischen Zerstörern ab, der versuchte, die japanischen Truppen von Velle Lavella zu evakuieren. Obwohl zahlenmäßig unterlegen, griffen die US-Schiffe die Japaner an und erzielten mehrere Geschütztreffer. Nachdem sie etwa die Hälfte ihrer Torpedos verschossen hatten, liefen die amerikanischen Schiffe auf die Japaner zu, um sie aus der Nähe anzugreifen. Um 22:05 Uhr wurde die Chevalier backbords am Bug von einem Torpedo getroffen, der das gesamte Vorschiff bis zur Brücke abriss. Die O'Bannon, die direkt hinter der Chevalier lief, konnte dem schwer getroffenen Zerstörer nicht mehr ausweichen und rammte ihn achtern auf Höhe des Maschinenraums. Das schwer beschädigte Schiff lag antriebslos und manövrierunfähig im Wasser. Während der Kommandant anordnete, das Schiff zu verlassen und aufzugeben, ließ er dennoch eine Salve Torpedos auf den schon brennenden Zerstörer Yūgumo feuern, der in der Folge explodierte. Um 23:26 Uhr wurde die Chevalier endgültig aufgegeben, ihre Besatzung wurde von der O'Bannon gerettet. Das Wrack des Zerstörers wurde am Folgetag von einem amerikanischen Zerstörer mit einem Torpedo versenkt, der abgerissene Bug kurze Zeit später mit Wasserbomben. An Bord der Chevalier kamen 54 Seeleute ums Leben, 36 wurden verwundet.
Die Chevalier erhielt für ihren Einsatz im Pazifikkrieg drei Battle Stars.